# Mauá da Serra
Mauá da Serra is een gemeente in de Braziliaanse deelstaat Paraná. De gemeente telt 8.446 inwoners (schatting 2009).

## Aangrenzende gemeenten
De gemeente grenst aan Faxinal, Marilândia do Sul, Ortigueira en Tamarana.